# Humberto Alves Barbosa
Humberto Alves Barbosa (Campina Grande, 28 de agosto de 1971) é um cientista, professor universitário e meteorologista brasileiro, fundador do Laboratório de Análise e Processamento de Imagens de Satélites (LAPIS), do qual é coordenador na Universidade Federal de Alagoas (UFAL).

## Biografia
Graduou-se em Meteorologia, pela então Universidade Federal da Paraíba, campus de Campina Grande, em 1995. Tornou-se mestre em Sensoriamento Remoto, pelo Instituto Nacional de Pesquisas Espaciais (INPE), em 1998, e Doutorado em Água, Solo e Ciências Ambientais, pela University of Arizona, em 2004.
Desde 2006, atua como professor da Universidade Federal de Alagoas, onde fundou o Laboratório de Análise e Processamento de Imagens de Satélites (Lapis).
Realizou estágio pós-doutoral na University of Bergen, na Noruega, em 2009, e atuou como pesquisador na Fundação Cearense de Meteorologia e Recursos Hídricos (Funceme), no período de 2005 a 2006.

## Sistema EUMETCast
Em 2007, o professor Humberto Barbosa trouxe da Europa e implantou no Laboratório LAPIS/UFAL o Sistema EUMETCAST, um sistema descentralizado de recepção de dados de satélites, da Agência Europeia para Exploração de Satélites Meteorológicos - EUMETSAT.
Humberto é coordenador do Laboratório LAPIS e pesquisador na área de clima e meio ambiente. Ele desenvolve pesquisas sobre metodologias e ferramentas de sensoriamento remoto para monitoramento ambiental por satélites, fornecendo informações de satélites para tomada de decisão.
Depois de se formar em ciências atmosféricas, pela Universidade Federal de Campina Grande (UFCG), mestrado em sensoriamento remoto, pelo Instituto Nacional de Pesquisas Espaciais (INPE) e doutor em Solo, Água e Ciências Ambientais, pela Universidade do Arizona, ele começou a trabalhar com o Meteosat e outros dados de satélites europeus.
Nos últimos anos, ele vem analisando como os dados de satélite podem ser utilizados para auxiliar no fornecimento de informações sobre os potenciais impactos do tempo e do clima no Brasil, tendo como foco mudanças climáticas, previsão climática, secas, degradação das terras, desertificação e geoprocessamento.

## Destaques da Carreira
Como pesquisador e meteorologista, Humberto Barbosa participou do esclarecimento de alguns desastres no Brasil, fornecendo informações sobre condições climáticas e do tempo, baseadas em dados de satélites:
- Desenvolveu pesquisa inédita que descobriu a existência e expansão de áreas áridas em cinco estados brasileiros (Paraíba, Pernambuco, Piauí, Bahia e Minas Gerais). Até então, no Atlas das Zonas Áridas da América Latina e do Caribe, a Unesco havia identificado, em 2010, a aridez apenas em uma pequena área na divisa da Bahia com Pernambuco.  A pesquisa também identificou que o Brasil está perdendo 55% das suas áreas de Agreste (subúmidas secas) para o Semiárido . A pesquisa também detectou, a partir de imagens do satélite Meteosat, que a degradação e desertificação já reduzem a formação de nuvens de chuva no Semiárido brasileiro .[9][10]
- Risco de afundamento do bairro do Pinheiro e áreas adjacentes, em Maceió (AL), em razão dos impactos da mineração.[11]

- Acidente aéreo do cantor Gabriel Diniz.[12]

- Processo de desertificação no Semiárido brasileiro. Coordenando o Laboratório Lapis, Humberto Barbosa forneceu o primeiro mapa de monitoramento dos níveis de degradação das terras, mostrando a situação em cada estado do Semiárido brasileiro, com base em informações de monitoramento por satélites.[13][14][15] O resultado da sua pesquisa na área de desertificação no Semiárido brasileiro foi destaque de capa no jornal The New York Times, em 03 de dezembro de 2021.[16]

- Desastre por derramamento de óleo no Litoral do Nordeste. Em análise retroativa de imagens do satélite Sentinel, Humberto Barbosa descobriu evidências de óleo derramado próximo ao Litoral da Paraíba e do Rio Grande do Norte, possivelmente a partir de um navio. Essas imagens foram solicitadas por autoridades brasileiras, para apoiar nas investigações sobre a autoria do desastre por Vazamento de óleo no Brasil em 2019, alcançando grande repercussão[17][17]

- Degradação das terras na Amazônia. Uma pesquisa internacional coordenada pelo professor Humberto Barbosa concluiu que o problema não é só a perda pelo Desmatamento da Floresta Amazônica. Potencializado pela seca, a derrubada e a queimada da floresta têm tornado os solos da Bacia do rio Amazonas empobrecidos e improdutivos. Somente nas últimas duas décadas, foi degradada na Bacia Amazônica uma área de cerca de 757 mil quilômetros quadrados, equivalente a mais de três vezes à do estado de São Paulo.[18] Na pesquisa, dados de monitoramento por satélite demonstraram o crescente processo de degradação da Amazônia, sobretudo em razão de atividades humanas, como desmatamento de grandes áreas. As secas prolongadas contribuíram para aumentar a taxa de desmatamento, levando à aceleração da degradação das terras na Bacia do rio Amazonas.[19]
- Especialista convidado para participar, pelo Brasil, da rede EUROCLIMA[20], projeto ligado ao Joint Research Centre of the European Commission (JCR), financiado pela União Europeia e coordenado pelo Centro Comum de Investigação, na Itália, que visa facilitar a integração de estratégias de mitigação e adaptação às mudanças climáticas nas políticas públicas e nos planos de desenvolvimento regional da América Latina. Foram realizadas duas Reuniões do Euroclima no Brasil[21], sobre Desertificação, Degradação das Terras e Seca, sendo uma delas na UFRN[22], em 2012, e a segunda no Instituto Nacional do Semiárido (INSA)[23], em 2016, com o tema Diálogo político-científico sobre os impactos socioeconômicos da desertificação, degradação da terra e seca[24] na América Latina.

## Mudanças Climáticas
Humberto Barbosa participou como autor-líder do Relatório especial do Painel Intergovernamental sobre Mudanças Climáticas, da Organização das Nações Unidas, publicado em 2019, com o título "Climate Change and Land: an IPCC special report on climate change, desertification, land degradation, sustainable land management, food security, and greenhouse gas fluxes in terrestrial ecosystems". Na ocasião, coordenou o capítulo quatro, dedicado ao tema "degradação das terras".
Em novembro de 2023, publicou uma pesquisa que identificou, pela primeira vez, regiões áridas no Nordeste brasileiro. Os resultados foram apresentados durante o Seminário de Políticas Públicas de Combate à Desertificação, promovido pelo Tribunal de Contas da Paraíba (TCE-PB), para discussão dos resultados da Auditoria Operacional Coordenada em Políticas Públicas de Combate à Desertificação do Semiárido brasileiro. Inclusive, é coautor do Livro "Um século de secas", juntamente com a jornalista Catarina Buriti, utilizado como referencial para os trabalhos da Auditoria.

## Prêmios
- Recebeu a categoria Ouro do prêmio International Award in Excellence and Quality (IAEQ), na Convenção Internacional Business Initiative Directions (BID), que aconteceu em Frankfurt, na Alemanha, nos dias 22 e 23 de setembro de 2018.[31]

Lapis recebe categoria Ouro de prêmio internacional
- Foi o único meteorologista brasileiro selecionado para ministrar um Curso no Programa de Mobilidade Acadêmica TOP CHINA, em Pequim e Xangai, em 2011.[32][33]

## Lista de obras
Humberto Barbosa é autor de livros na área de sensoriamento remoto e meio ambiente:
- Um século de secas (2018) - coautoria com a pesquisadora e jornalista Catarina Buriti, Editora Chiado,[34] ISBN 9789895217311. É uma obra completa sobre mais de 100 anos de secas no Semiárido brasileiro (1901-2016), com foco na análise de estratégias políticas para adaptação à seca, ao longo da história recente da região. Foram utilizadas imagens de satélites, documentos históricos e séries temporais de dados de satélites.[35]

- Sistema EUMETCast (2013), Editora EDUFAL,[36] ISBN 9788571777507 O Sistema EUMETCast é o maior sistema global de disseminação de dados de satélites, da Agência EUMETSAT. A obra mostra métodos e técnicas simples, desenvolvidas pelo autor, para recepção de dados e imagens do satélite Meteosat (decodificação, calibração, geolocalização e visualização).[37]